# Paul Andreu

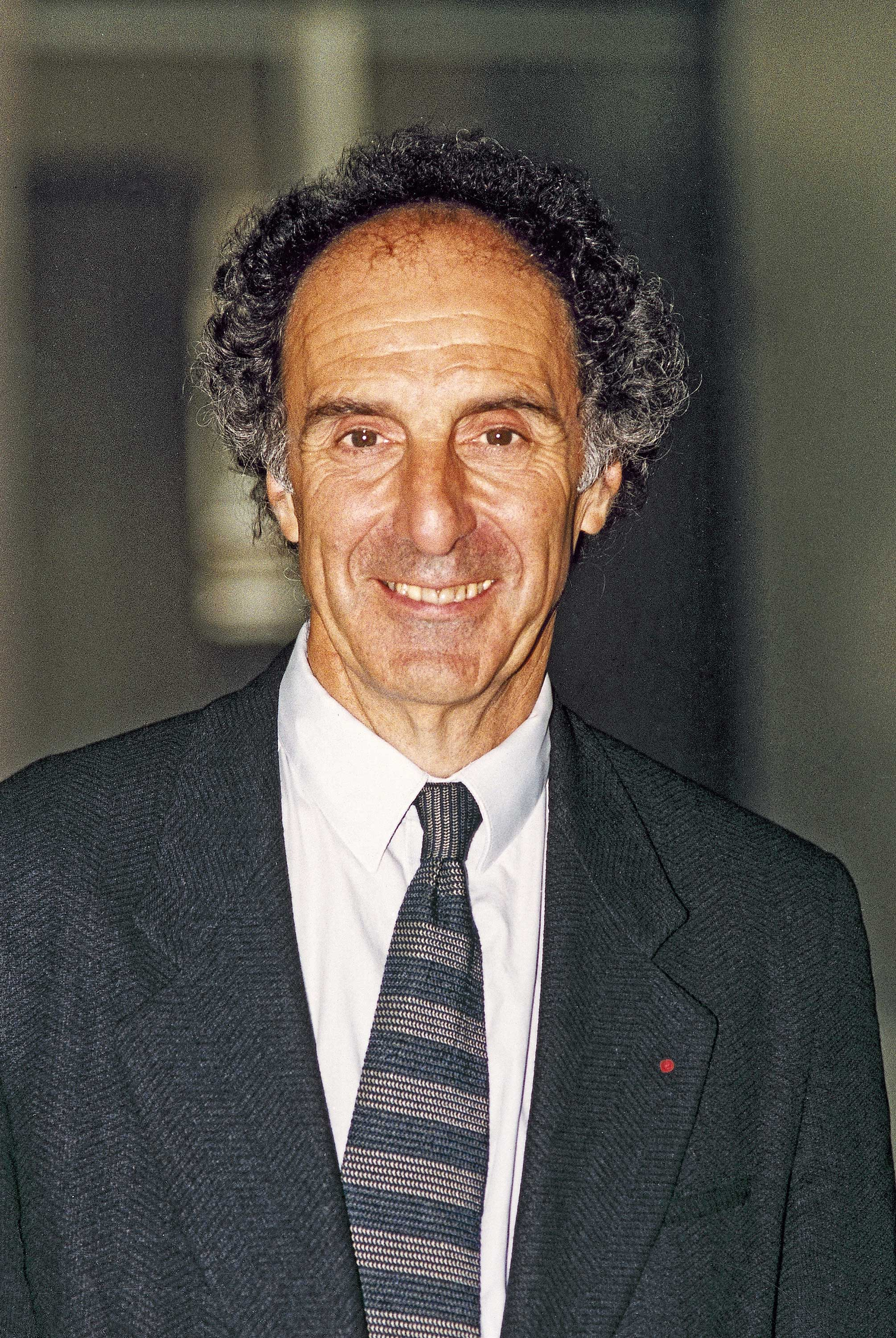
Paul Andreu (1996)

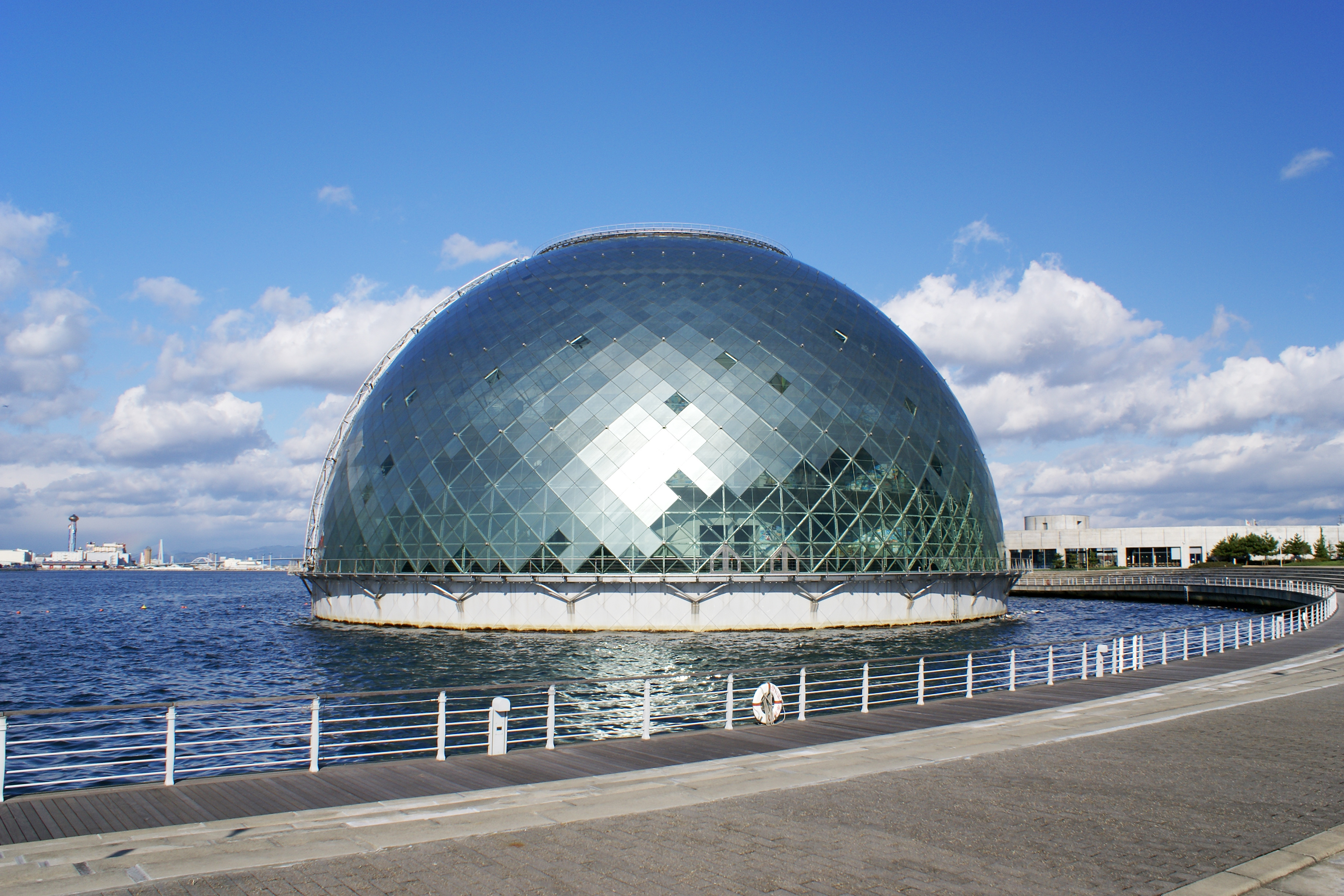
Maritiem museum in Osaka

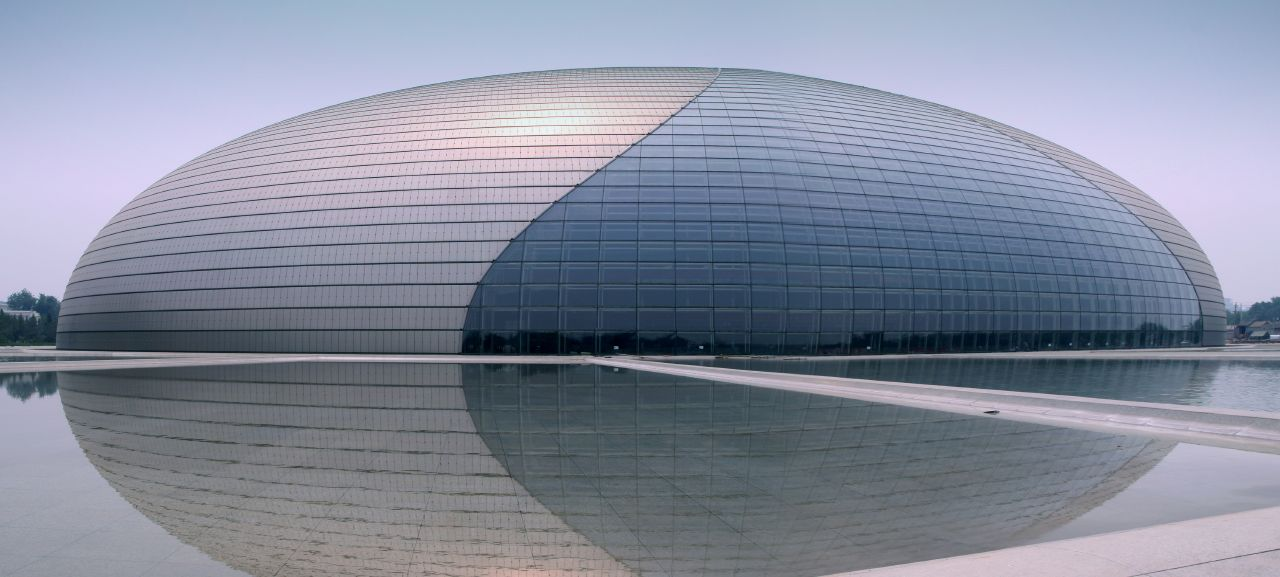
Nationaal Centrum voor Uitvoerende Kunsten in Peking

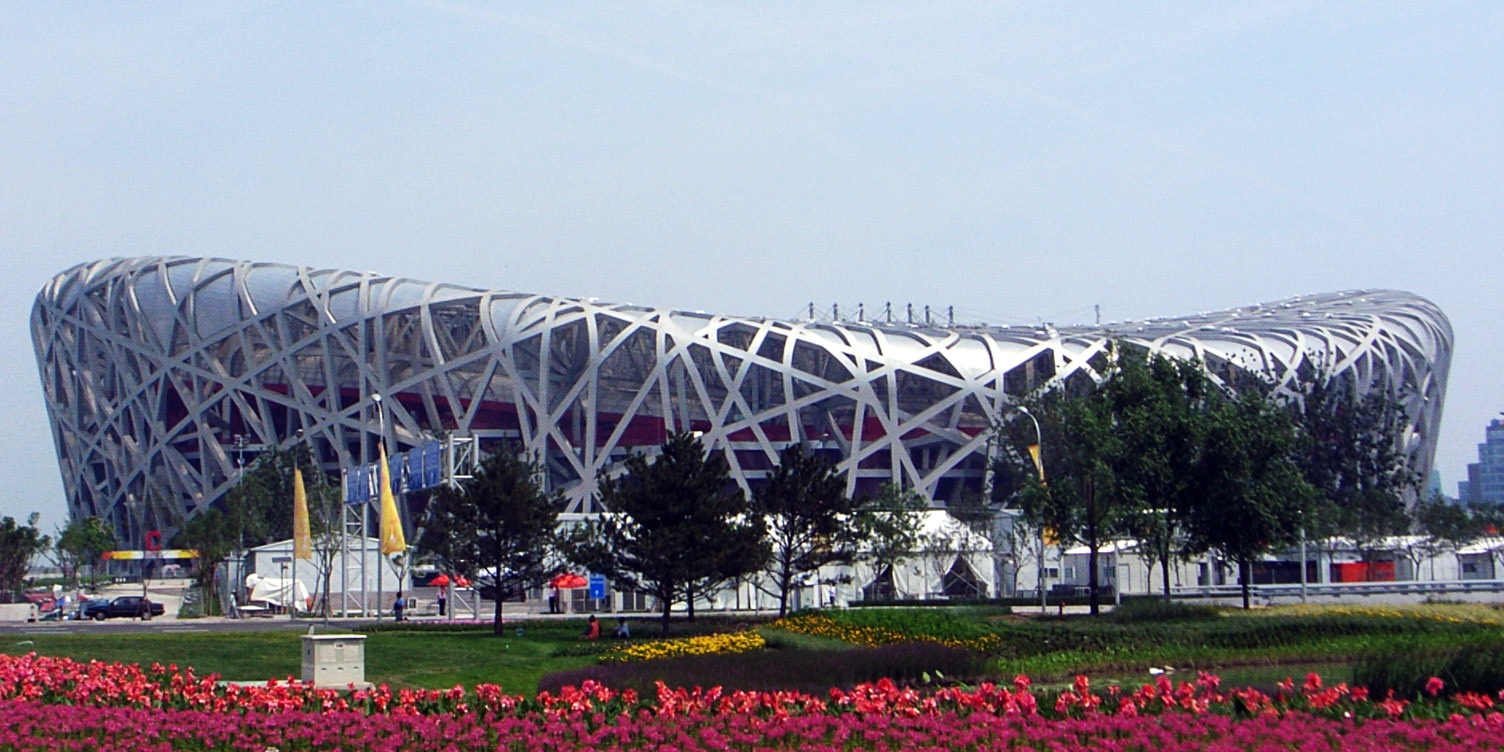
Nationaal Stadion van Peking

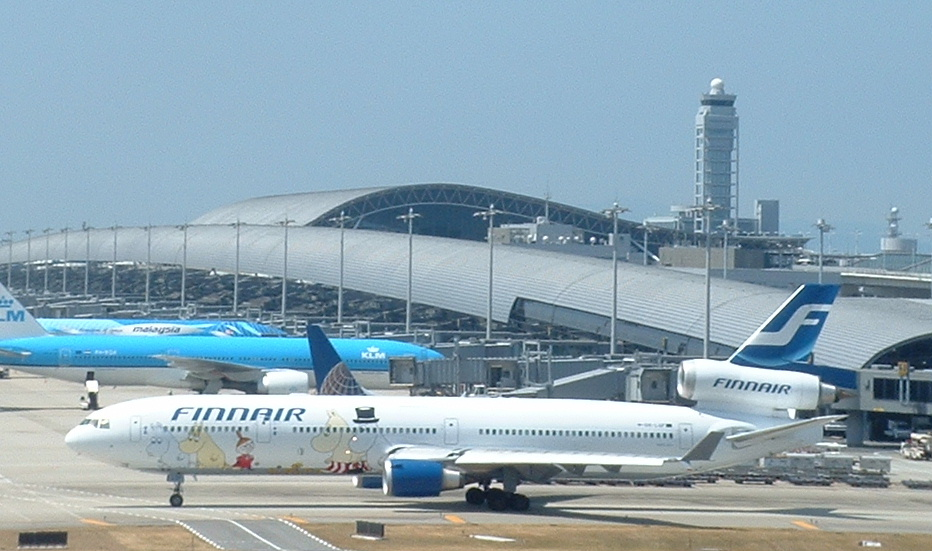
Internationale Luchthaven Kansai

Paul Andreu (Caudéran, 10 juli 1938 – Parijs, 12 oktober 2018) was een Frans architect.

## Levensloop

### Privéleven
Andreu groeide op in Bordeaux. Hij bezocht daar het Lycée Montaigne, waar zijn vader wiskundeleraar was. Daarna ging hij naar het Lycée Louis-le-Grand. In 1958 beëindigde hij zijn opleiding aan de École polytechnique en in 1963 werd hij ingenieur. Hij vervolgde zijn opleiding architectuur bij Paul Lamarche en haalde zijn diploma in 1968. 
In 1996 werd hij lid van de Académie des beaux-arts. Hij overleed in 2018 op 80-jarige leeftijd.

### Loopbaan

#### Luchthavens
In 1968 werd hij aangenomen bij het overkoepelend orgaan dat de luchthavens bij Parijs beheert en voor een periode van dertig jaar bleef hij daar verantwoordelijk voor de architectuur en de uitbreidingsprojecten. Naast de luchthavens bij Parijs heeft hij veel ontwerpen gemaakt voor luchthavens elders.
Op 23 mei 2004 stortte een deel van een door Andreu ontworpen gebouw op de luchthaven Parijs-Charles de Gaulle in. Het was slechts een jaar eerder geopend. Andreu stopte na het ongeval enige tijd met werken. Onderzoek wees uit dat hem geen schuld trof.

#### Andere opdrachten
Zijn eerste grote opdracht daarbuiten was het Maritiem Museum in de baai van Osaka. De glimmende metalen bol, omringd door water, is een concept dat later in veel andere ontwerpen terug zou komen. Andreu heeft veel ontwerpen gemaakt voor gebouwen in China, maar ook in onder meer Japan, Indonesië, Korea, Duitsland, het Verenigd Koninkrijk, Zimbabwe en Turkije.

#### Eigen bureau
In 2003 opende Andreu zijn eigen architectenbureau in Parijs. In Shanghai bouwde hij het Oriental Art Center, dat in december 2004 werd geopend, en in Peking het National Grand Theatre, vlak naast de Verboden Stad en het parlementsgebouw dat op 22 december 2007 werd geopend. Om dit theater te betreden gaat men onder het omringende water door, het gebouw heeft geen entree op straatniveau.

## Onderscheidingen
De meeste onderscheidingen betreffen een speciaal bouwwerk, enkele betreffen zijn hele werk. Hij ontving onder meer:
- 1976: Hij ontvangt zijn eerste onderscheiding, de zilveren medaille van de Académie d'Architecture voor zijn ontwerp van Luchthaven Parijs-Charles de Gaulle.
- 1994: Da Vinci Award voor zijn hele werk
- 2000: Ereburger van Guangdong
- 2002: Special Award voor de bouw van het Maritiem Museum in Osaka
- 2006: Op 12 december ontving Andreu voor zijn oeuvre uit handen van Renaud Donnedieu de Vabres, minister van cultuur, de Kristallen Globe, de hoogste onderscheiding van de Internationale Academie van Architectuur.

## Werk (selectie)

### Luchthavens
- Abu Dhabi (1982), uitbreiding 2005
- Bangkok (1994)
- Bordeaux Mérignac (1998)
- Brunei (1987)
- Caïro (1986)
- Conakry (1985)
- Dar Es Salaam (1984)
- Dhaka (1979)

- Doha (1976)
- Dubai (terminal 3, 2005)
- Guadeloupe (1996)
- Iman Khomeini international in Iran (2000)
- Istanbul (1993)
- Jakarta (1991)
- Kuala Lumpur (1984)
- Manilla (1999)

- Montpellier (1989)
- Nice (1987), uitbreiding 2002
- Orly (uitbreiding 1993)
- Internationale Luchthaven Kansai in Osaka (1994)
- Pointe-à-Pitre
- Santiago (1994)
- Luchthaven Shanghai Pudong (1999)
- Turijn (1987)

### Frankrijk
- Luchthaven Parijs-Charles de Gaulle, 30 jaar lang alle projecten inclusief terminals, telefooncentrale en watertoren
- Station Aéroport Charles-de-Gaulle 2 TGV
- De terminal aan de Franse kant van de Kanaaltunnel (1995)

### China
- Nationaal Stadion van Peking (het Vogelnest) (2008)
- Nationaal Centrum voor Uitvoerende Kunsten (het Ei) (2007)
- Paco Rabanne's boutiques (2006)
- Casino in Macau
- Oriental Art Centre in Shanghai (2004)
- Internationale Luchthaven Sanya Phoenix (1994)
- Technology and Science Enterprising Center, Chengdu

### Japan
- Kansai Airport in Osaka (1994)
- Osaka Maritiem Museum (2000)